# Марк Атилий Метилий Брадуа Кавцидий Тертул Бас
Марк Атилий Метилий Брадуа Кавцидий Тертул Бас (на латински: Marcus Atilius Metilius Bradua Caucidius Tertullus…Bassus) е сенатор на Римската империя през 2 век.
Произлиза от фамилията Атилии от Цизалпийска Галия. Баща му Марк Атилий Метилий Брадуа (консул 108 г.). Майка му е Кавцидия Тертула. Брат е на Атилия Кавцидия Тертула, която се омъжва за Апий Аний Требоний Гал (консул 139 г.). Вероятно е брат и на управителя на Долна Мизия (169 – 170 г.), Публий Вигелий Рай Плаврий Сатурнин Атилий Брадуан Кавцидий Тертул.
Той е проконсул на провинция Африка по времето на Антонин Пий (138 – 161).